# Soul Temptation
Soul Temptation és el cinquè àlbum d'estudi pel grup alemany de metal Brainstorm, publicat el 2003.

## Llista de cançons
Totes les cançons són escrites i arranjades per Brainstorm.

Tota la lírica per Andy B. Franck.
1. Highs Without Lows – 5:28
2. Doorway to Survive – 3:22
3. The Leading – 5:58
4. Nunca Nos Rendimos – 5:41
5. Fading – 5:31
6. Shiva's Tears – 5:32
7. Fornever – 4:55
8. Soul Temptation – 7:48
9. Dying Outside – 4:08
10. To the Head – 4:37
11. Rising – 5:28

- Tracks 6 - 8 de la trilogia "Trinity of Lust".

## Formació
- Andy B. Franck - Cantant
- Torsten Ihlenfeld - Guitarra & Veu de fons
- Milan Loncaric - Guitarra & Veu de fons
- Andreas Mailänder - Baix
- Dieter Bernert - Bateria

Músics addicionals:
- Michael Rodenberger - Teclat